# Philip Woodfield
Philip Woodfield (né le 10 août 1923 à Dulwich -17 septembre 2000) est un fonctionnaire britannique. Il intègre le Bureau de l'Intérieur en 1950 et devient le sous-secrétaire privé de David Maxwell Fyfe. Il obtient le poste de Private Secretary en 1961, poste sous lequel il sert successivement les Premiers ministres : Harold Macmillan, Alec Douglas-Home et Harold Wilson. Sous-secrétaire adjoint chargé des prisons à partir de 1967, il fait également partie du département pour l'Irlande du Nord du Bureau de l'Intérieur. À partir de 1972, il devient secrétaire adjoint au Bureau pour l'Irlande du Nord (NIO) puis travaille sur l'immigration au Hoem Office. Il est sous-secrétaire permanent du NIO en 1981 durant la grève de la faim de prisonniers républicains.